# Kloster Geistingen

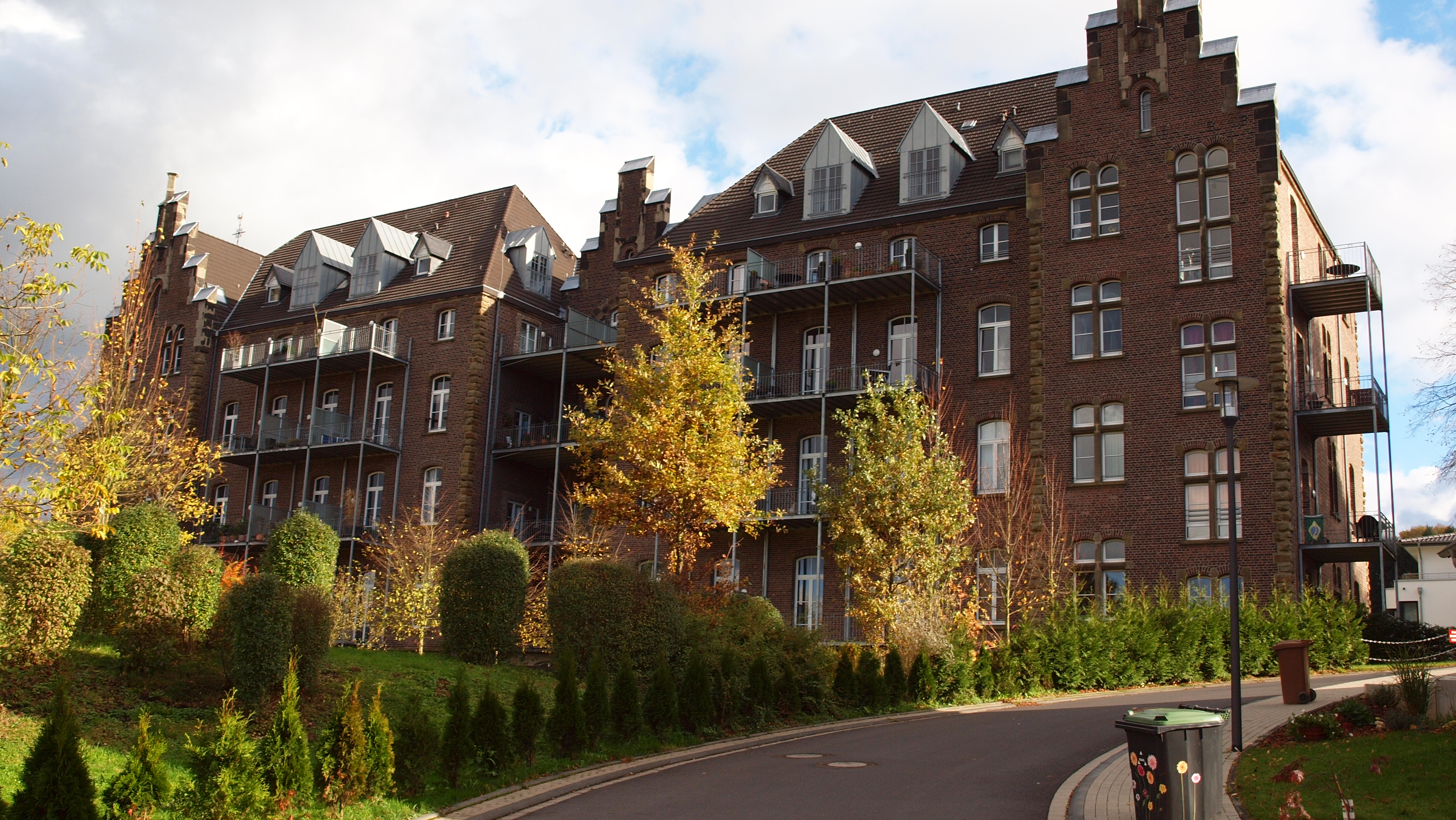
Ehemaliges Kloster Geistingen (2013)

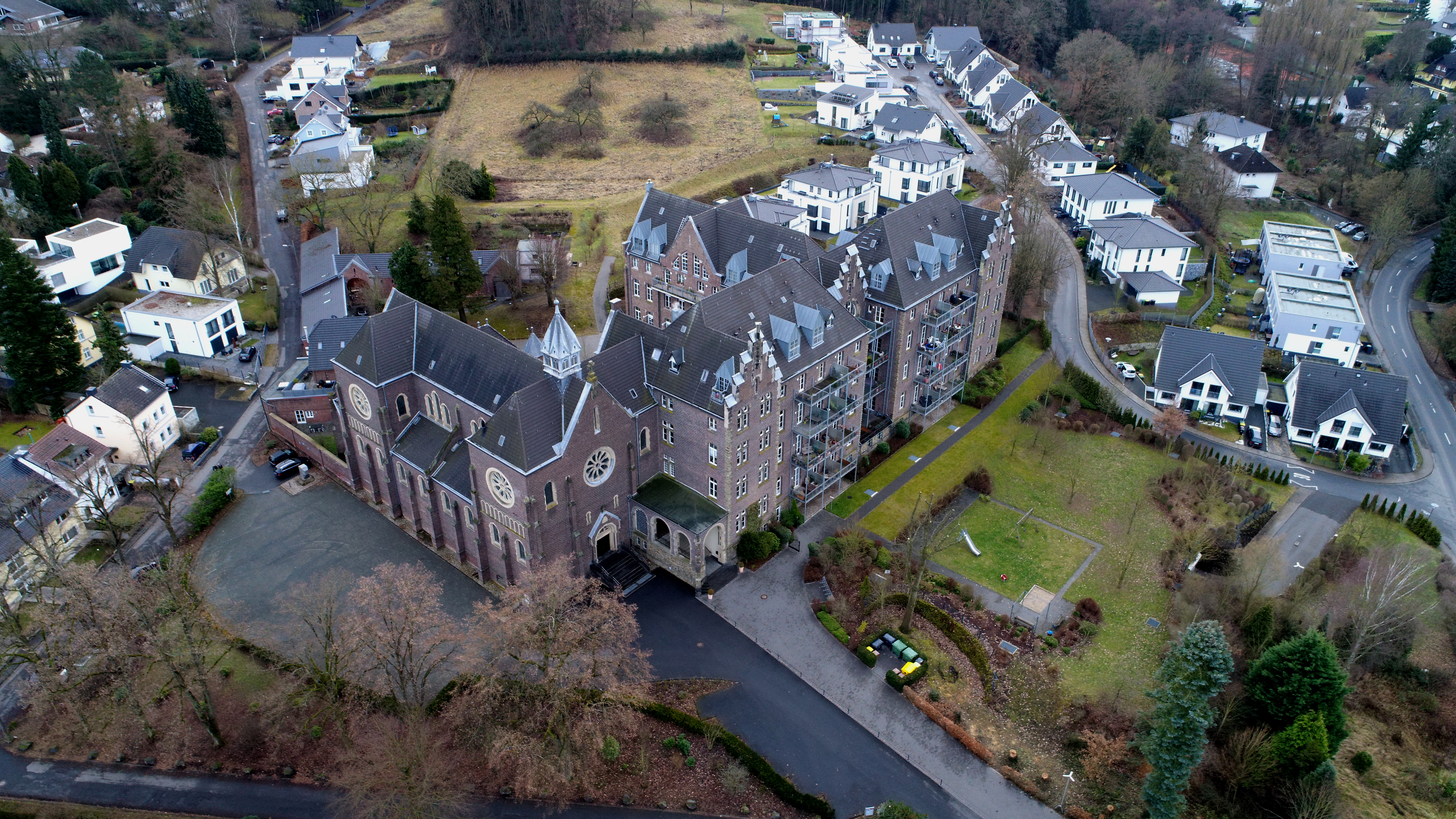
Kloster Geistingen, Luftaufnahme (2017)

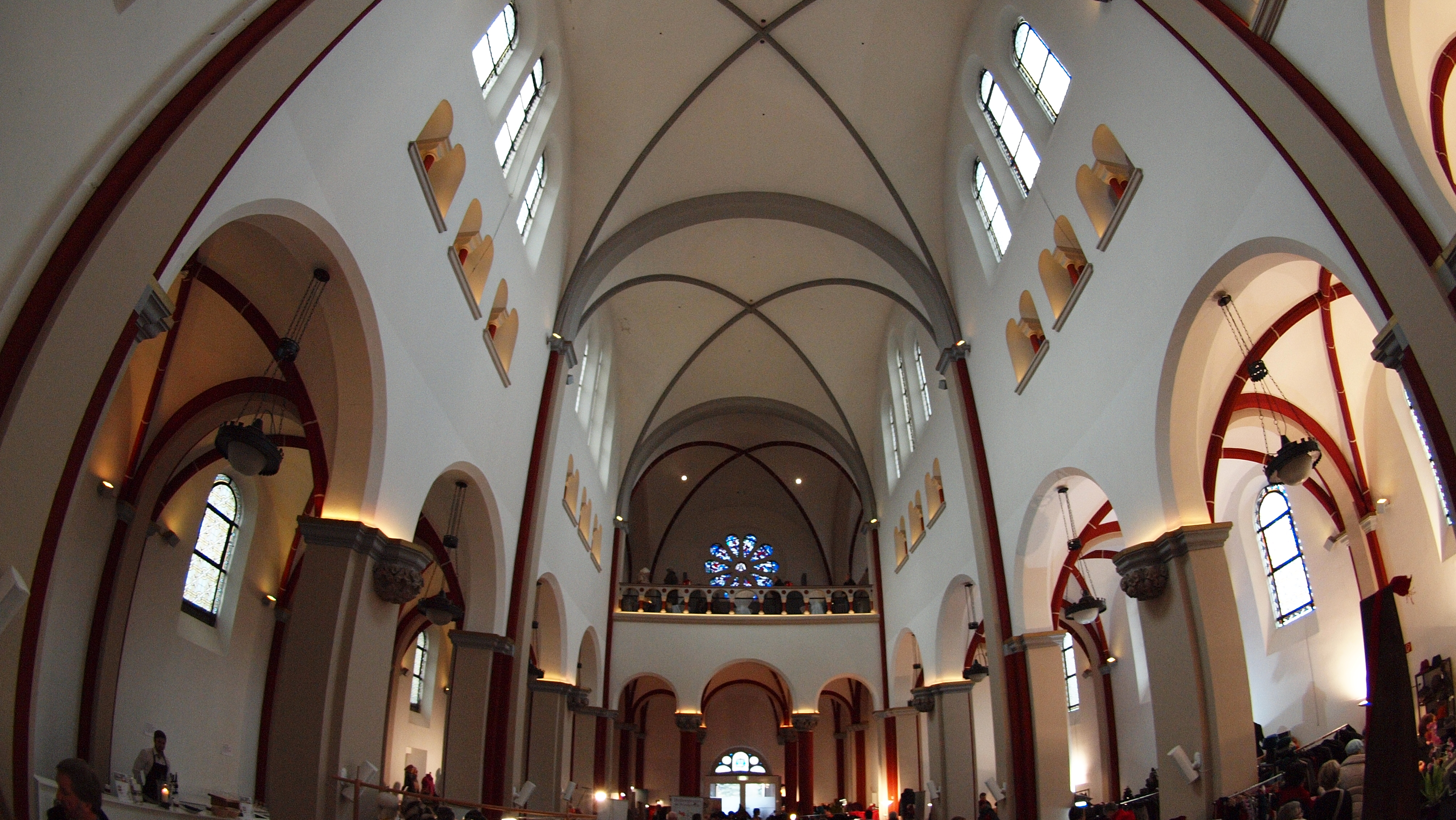
Innenansicht der ehemaligen Klosterkirche der Redemptoristen

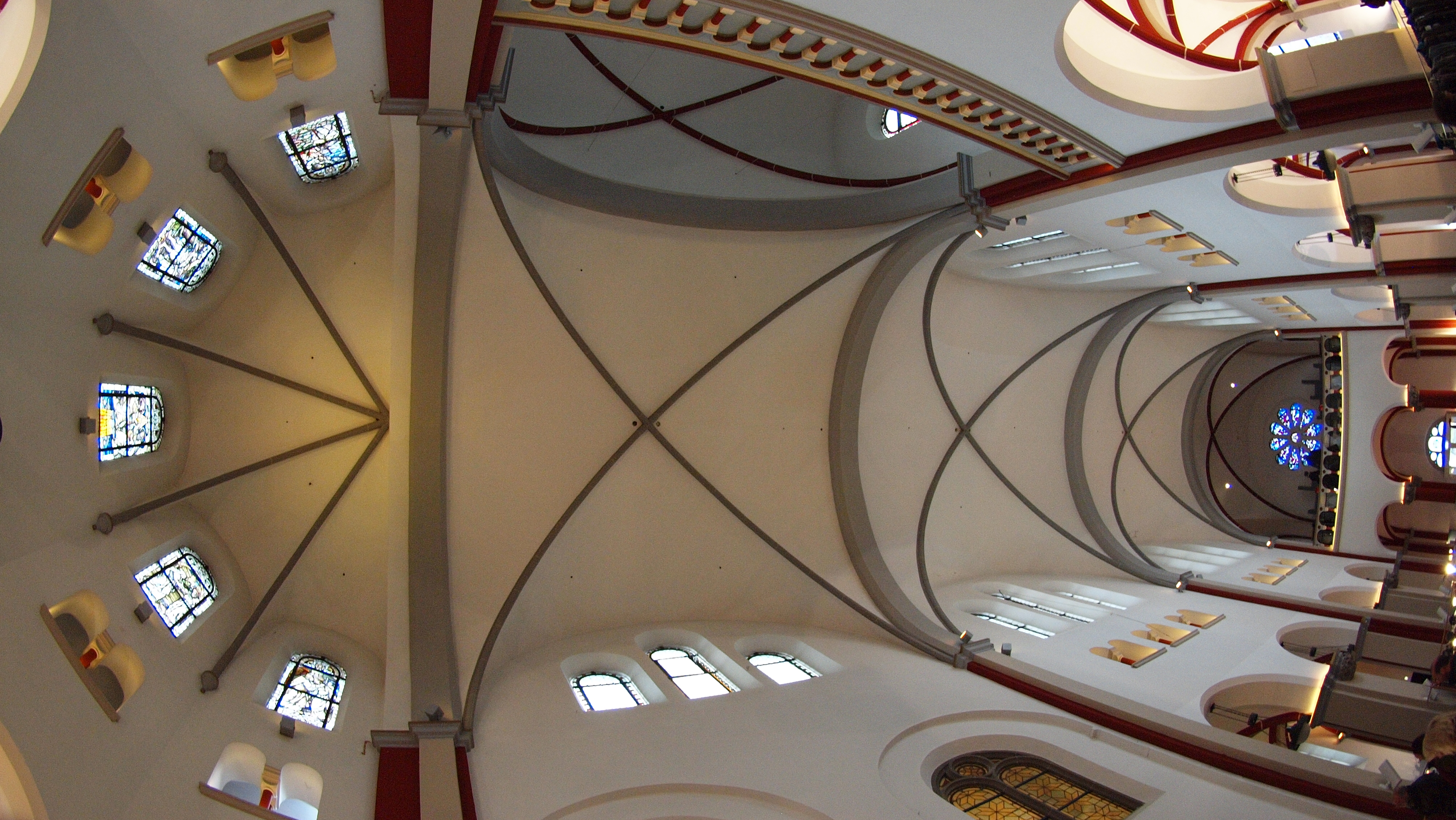
Deckenansicht der ehemaligen Klosterkirche

Das Kloster Geistingen war ein Redemptoristen-Kloster in Hennef-Geistingen. Es bestand in seiner vorbestimmten Funktion von 1903 bis 2006 und war zeitweilig auch Standort einer staatlich anerkannten Philosophisch-theologischen Hochschule. Inzwischen wird der Gebäudekomplex zu Wohnzwecken sowie privatwirtschaftlich genutzt. Das gesamte Klosterareal umfasst etwa 14.500 Quadratmeter Fläche.

## Gründung
Das Kloster Geistingen wurde von der Niederdeutschen Provinz der Redemptoristen gegründet. Da das seit 1898 benutzte Kloster Trier dem Platzbedarf einer Hochschule nicht mehr gerecht wurde, wurden in Geistingen 19 Morgen Am Eschenberg angekauft. Nach der erzbischöflichen Genehmigung wurde am 18. Februar 1902 die Genehmigung der preußischen Regierung erteilt.

## Bau
Planung und Leitung übernahm der Kölner Architekt Theodor Roß, der auch die Pfarrkirche St. Simon und Judas in Hennef erbaute. Es sollten ein Kloster mit Kirche sowie eine Hochschule für 40 Ordensstudenten errichtet werden. Am 19. März 1902 wurde der Grundstein gelegt und das Gelände eingesegnet.
Als erstes Gebäude wurde ein Wirtschaftsgebäude an der Waldstraße errichtet, da von hier die einzige Zufahrt bestand. Daraus resultierte auch die spätere Postanschrift Waldstraße (heute zusätzlich Klosterstraße für den über das Hauptportal auf der Vorderseite zugänglichen Bereich).
Am 19. Juni 1902 begann der Bau des Nord-Süd-Flügels, der bereits Ende August 1903 bezogen werden konnte. Am 8. September 1903 wurde das Kloster eingeweiht und mit einem Festakt eröffnet. Ab 13. Februar 1903 begannen die Arbeiten an der Klosterkirche. Sie wurde am 15. September 1904 in Dienst genommen und gesegnet. Eine Konsekration fand allerdings erst am 17. Juni 1915 statt. Im Jahr 1907 wurde die Erweiterungsparzelle zur Dürresbachstraße hinzugekauft, was Sinn ergab, da die Vorderseite des Gebäudes, inklusive Klosterpforte, in diese Richtung angelegt worden war. Am 25. Juli 1910 wurde der Grundstein für den West-Ost-Flügel gelegt. Ende April 1911 wurden Küche und Speisesaal und schließlich Anfang Oktober 1912 eine Bibliothek eingerichtet. 
Nach einem Zuwachs an Studenten Mitte der 1950er-Jahre wurde ein Anbau errichtet. Die Grundsteinlegung erfolgte am 26. Februar 1959, die Fertigstellung am 12. Januar 1961. Der Anbau umfasste 52 Studentenzimmer, drei Hörsäle, eine Aula und eine Studentenkapelle.

## Geschichte
Am 18. Januar 1906 gab das Erzbistum nach Zustimmung des Pfarrers von Geistingen seine Genehmigung, eine Messe auch für die Pfarrgemeinde zu öffnen: Auf Wunsch der Eisenbahn- und Postbeamten wurde an Sonn- und Feiertagen um 5:00 Uhr bzw. im Winter um 5:30 Uhr eine öffentliche Messe gehalten. 
Am 2. Juli 1941 wurde das Kloster beschlagnahmt, um hier eine Nationalpolitische Erziehungsanstalt (Führerschule) einzurichten, und die Patres mussten das Gelände verlassen. Die Stadt Köln erreichte jedoch nach zähen Verhandlungen mit der Gestapo, dass in dem Gelände stattdessen das Waisenhaus Elisabeth-Breuer-Stift aus Köln-Mülheim untergebracht wurde. Im September zogen 20 Schwestern des Klosters Nonnenwerth, 30 Angestellte und 250 Waisenkinder ein. Sicherlich auch deshalb erfolgte keine Bombardierung des Komplexes durch die Alliierten, während weite Teile von Geistingen am 8. März 1945 durch amerikanische Bomben komplett zerstört wurden. 
Ende Juni 1945 wurden die Lehrveranstaltungen  wieder aufgenommen. Im weiteren Verlauf erlangte das Kloster Geistingen als Studienort und Philosophisch-theologische Hochschule einen sehr guten Ruf. Auch Joseph Ratzinger, der spätere Papst Benedikt XVI. besuchte während seiner Zeit als Theologieprofessor in Bonn (1959 bis 1963) regelmäßig das Kloster Geistingen und nutzte dessen Bibliothek. Diese war mit über 180.000 Bänden bis zuletzt eine der umfangreichsten theologischen Bibliotheken Europas. 
Wegen Rückgangs der Studentenzahlen wurde ab 2. Oktober 1969 eine Studiengemeinschaft mit der Hochschule der Steyler Mission in Sankt Augustin gebildet. Außerdem erfolgte eine allgemeine Öffnung für Laien sowie nicht dem Orden bzw. Klerus angehörende Theologie-Studentinnen und -Studenten.
Am 1. Oktober 1982 wurde durch die Kongregation für das katholische Bildungswesen in Rom der Diplomstudiengang Katholische Theologie zugelassen. Hierdurch konnten die Titel Diplom-Theologe/-Theologin verliehen werden. Daraufhin erfolgte am 21. September 1983 die staatliche Anerkennung als Hochschule.
Da die Studentenzahlen in den Folgejahren kontinuierlich und seit Beginn der 1990er-Jahre drastisch sanken, wurde der Lehrbetrieb schließlich am 30. September 1996 durch die Leitung der Kölner Provinz eingestellt. Als neue Kommunität für die Ausbildung wurde das Kloster St. Alfons in Würzburg bestimmt, die Priesterkandidaten des Ordens studieren seitdem an der Theologischen Fakultät der Universität Würzburg. Lediglich zehn Patres und vier Brüder hielten sich nach 1996 noch im Kloster Geistingen auf. Das Haus diente im weiteren Verlauf noch als Bildungs- und Exerzitienhaus, Konferenzzentrum der Redemptoristen und Studentenwohnheim. 2001 waren bereits Überlegungen laut geworden, das Kloster gänzlich zu schließen. Im Oktober 2005 wurde schließlich das Ende des Klosters Geistingen bekannt gegeben. Am 8. Januar 2006 feierte man den letzten Gottesdienst. Im April wurde das Klostergelände den neuen Besitzern übergeben.
Im Zuge der Auflösung des Klosters wurde auch die Bibliothek aufgelöst. Die Handschriften und Inkunabeln wurden an das Redemptoristenkloster Heiligenstadt abgegeben, 12.000 neuere Titel (ab 1850) an die Academia Alfonsiana des Redemptoristenordens in Rom. Der größte Teil wurde von Dezember 2005 an über das Internet-Auktionshaus Ebay verkauft. Fast 200 Bände mit Bezug zum Mittelalter wurden für die Bibliothek der Monumenta Germaniae Historica erworben.

## Weitere Nutzung
Das alte Klostergebäude, das unter Denkmalschutz steht, wurde von Herbst 2006 bis Dezember 2007 im Innenbereich fachgerecht restauriert und teilweise umgebaut sowie im Außenbereich mit Balkonen versehen. So entstanden über 50 Eigentumswohnungen (insgesamt 4300 Quadratmeter Wohnfläche), die zum Januar 2008 bezugsfertig waren. Zusätzlich wurde eine große Tiefgarage für die Fahrzeuge der Bewohner geschaffen. Der 1961 fertiggestellte Anbau wurde abgerissen. 
Die am 8. Januar 2006 profanierte – ebenfalls denkmalgeschützte – Kirche (ca. 800 Quadratmeter Fläche) wurde 2007 an die Full-Service-Agentur (BTL-Marketing, Personalservice & Locations) TIME TRAX Group aus Witten verkauft. Diese nutzte und vermietete den im Innenbereich komplett sanierten und modernisierten Sakralbau von November 2008 bis Dezember 2018 für kulturelle und kommerzielle Veranstaltungen. Im Dezember 2018 wurde die Klosterkirche durch eine freie evangelisch-lutherische Brüdergemeinde übernommen. Seither finden in der Klosterkirche wieder regulär Gottesdienste statt. 